# Relaciones España-República Checa
Las relaciones Chequia-España son las relaciones bilaterales entre estos dos países. Estados miembros de la Unión Europea (UE), ambos forman parte del espacio Schengen. Son también miembros de la Organización del Tratado del Atlántico Norte (OTAN). 

## Relaciones diplomáticas

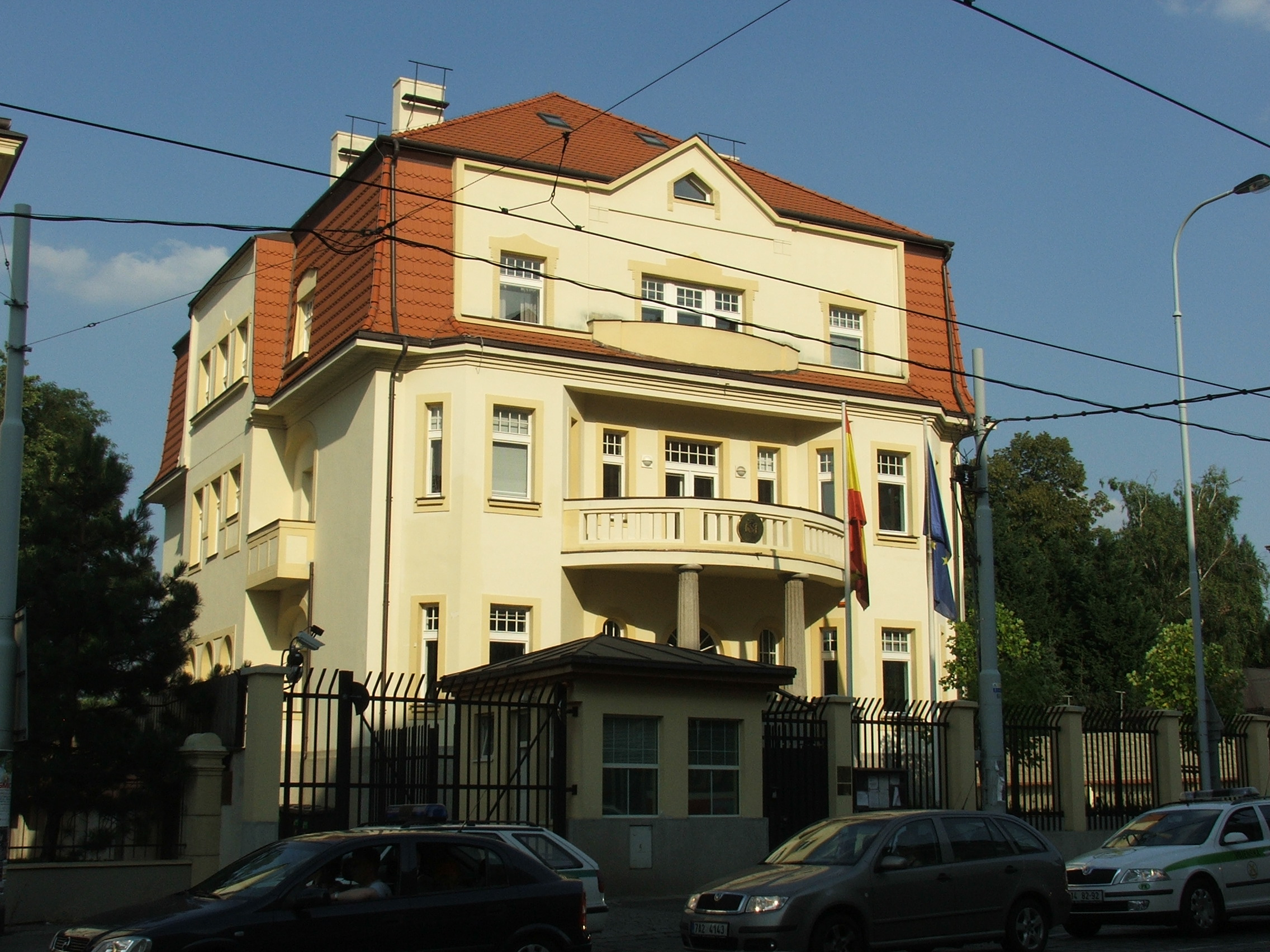
Embajada de España en Praga.

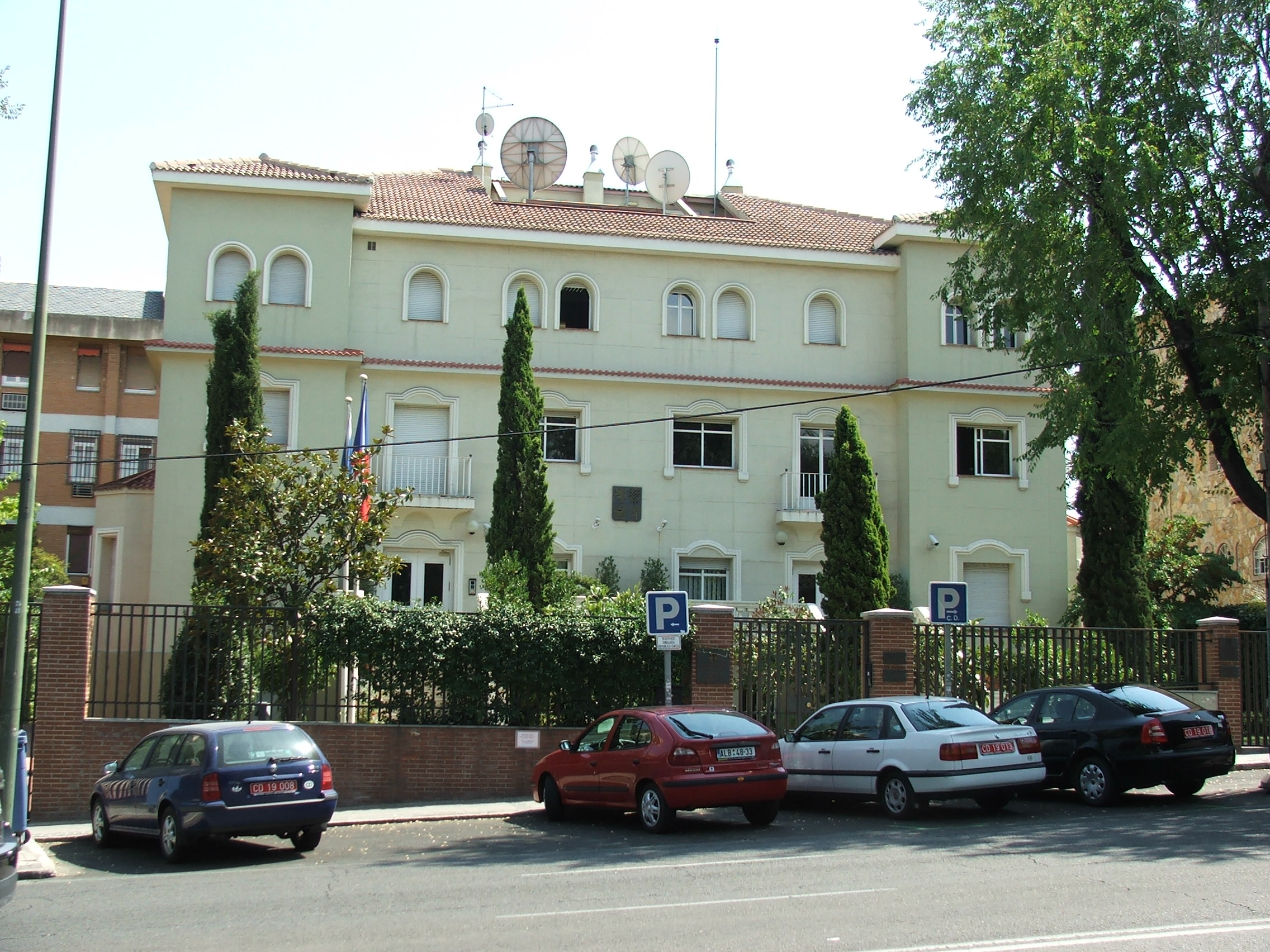
Embajada de la República Checa en Madrid.

España reconoció a la República Checa y estableció relaciones diplomáticas con ella el 1 de enero de 1993, el día en que se materializó la división de Checoslovaquia. En los años anteriores las relaciones entre este país y España habían ganado en intensidad con la restauración de la democracia y la caída del comunismo en 1989. Con la nueva República Checa en estas tres décadas las relaciones se han incrementado, favorecidas especialmente por la adhesión de la República Checa a la UE. Buena muestra de ello son el incremento de las inversiones españolas, el notable y continuado crecimiento de los intercambios comerciales, el flujo de turistas españoles a la República Checa, el también notable número de checos que visitan España, el apreciable interés por las actividades culturales españolas y las del Instituto Cervantes en Praga.
La última visita oficial del Jefe del Estado Checo, Václav Klaus, a España tuvo lugar en septiembre de 2004. Por su parte, los Príncipes de Asturias visitaron Praga en septiembre de 2005 con ocasión de la inauguración del Instituto Cervantes en esta capital.
Con ocasión de la celebración de la Presidencia checa y de la Presidencia española de la UE en el primer semestre de 2009 y el primer semestre de 2010, cabe destacar la visita del primer ministro checo, Mirek Topolánek, a Madrid en preparación de la Presidencia checa de la UE en septiembre de 2008 y la visita del presidente del Gobierno español, José Luis Rodríguez Zapatero, a Praga para asistir a la Reunión Informal de Jefes de Estado y Gobierno con el presidente estadounidense, Barack Obama, el 4 y 5 de abril de 2009.
El ministro de Asuntos Exteriores checo, Karel Schwarzenberg, visitó España el 16 de febrero de 2012, reuniéndose con su homólogo español. El presidente del Senado, Pío García-Escudero, viajó a Praga para participar en el funeral de estado del expresidente, Václav Havel, el 23 de diciembre de 2011.

## Relaciones económicas
Los intercambios comerciales han crecido intensamente desde 1993. Desde aquel año hasta 2013 las exportaciones españolas a la República Checa se han
multiplicado aproximadamente por 20 y las importaciones españolas procedentes de este país se han multiplicado por 30. El saldo comercial de España con la República Checa ha sido tradicionalmente deficitario, y fruto de una relación comercial asentada principalmente en el sector industrial, que supone más del 30% del PIB checo, y en el que cuenta con una larga experiencia histórica.

## Cooperación
Las relaciones institucionales bilaterales hispano–checas en el ámbito cultural están enmarcadas en un Programa ejecutivo de colaboración en el campo de la educación y de la cultura, de conformidad con el tratado de Cooperación Cultural entre España y Checoslovaquia firmado en 1979, del que la República Checa es parte como Estado sucesor.

## Misiones diplomáticas
- España tiene una embajada en Praga, así como una Agregaduría de Educación, una Oficina Comercial y un Instituto Cervantes; la Delegación de Turismo española para este país funciona desde Viena.[4]
- República Checa tiene una embajada en Madrid[5] y consulados en Barcelona, Benidorm, Bilbao, Gijón, Palma de Mallorca y Santa Cruz de Tenerife.[6]